# Qaḑā' Umm al Basātīn
Qaḑā' Umm al Basātīn (arabiska: قضاء ام البساتين) är en kommun i Jordanien.   Den ligger i guvernementet Amman, i den centrala delen av landet, 17 km söder om huvudstaden Amman.